# Terapus mnizechi
Terapus mnizechi är en skalbaggsart som beskrevs av Sylvain Auguste de Marseul 1862. Terapus mnizechi ingår i släktet Terapus och familjen stumpbaggar. Inga underarter finns listade i Catalogue of Life.